# Сен-Мартен (Верхние Пиренеи)
Сен-Марте́н (фр. Saint-Martin, окс. Sent Martin) — коммуна во Франции, находится в регионе Юг — Пиренеи. Департамент — Верхние Пиренеи. Входит в состав кантона Лалубер. Округ коммуны — Тарб.
Код INSEE коммуны — 65392.

## География
Коммуна расположена приблизительно в 660 км к югу от Парижа, в 120 км юго-западнее Тулузы, в 8 км к югу от Тарба.
Коммуна расположена в местности Бигорр. На востоке коммуны протекает река Адур.

## Климат
Климат умеренно-океанический с солнечной тёплой погодой и обильными осадками на протяжении практически всего года.

## Население
Население коммуны на 2010 год составляло 376 человек.
| 1962 | 1968 | 1975 | 1982 | 1990 | 1999 | 2010 |
| ---- | ---- | ---- | ---- | ---- | ---- | ---- |
| 236  | 227  | 251  | 294  | 327  | 329  | 376  |

## Администрация
| Период | Период | Фамилия            | Партия                              | Примечания |
| ------ | ------ | ------------------ | ----------------------------------- | ---------- |
| 1989   | 2005   | Андре Ге           | Французская коммунистическая партия |            |
| 2005   | 2020   | Жан-Клод Лассаррет | беспартийный                        |            |

## Экономика
В 2010 году среди 243 человек трудоспособного возраста (15-64 лет) 189 были экономически активными, 54 — неактивными (показатель активности — 77,8 %, в 1999 году было 70,0 %). Из 189 активных жителей работали 179 человек (98 мужчин и 81 женщина), безработных было 10 (5 мужчин и 5 женщин). Среди 54 неактивных 16 человек были учениками или студентами, 26 — пенсионерами, 12 были неактивными по другим причинам.

## Фотогалерея

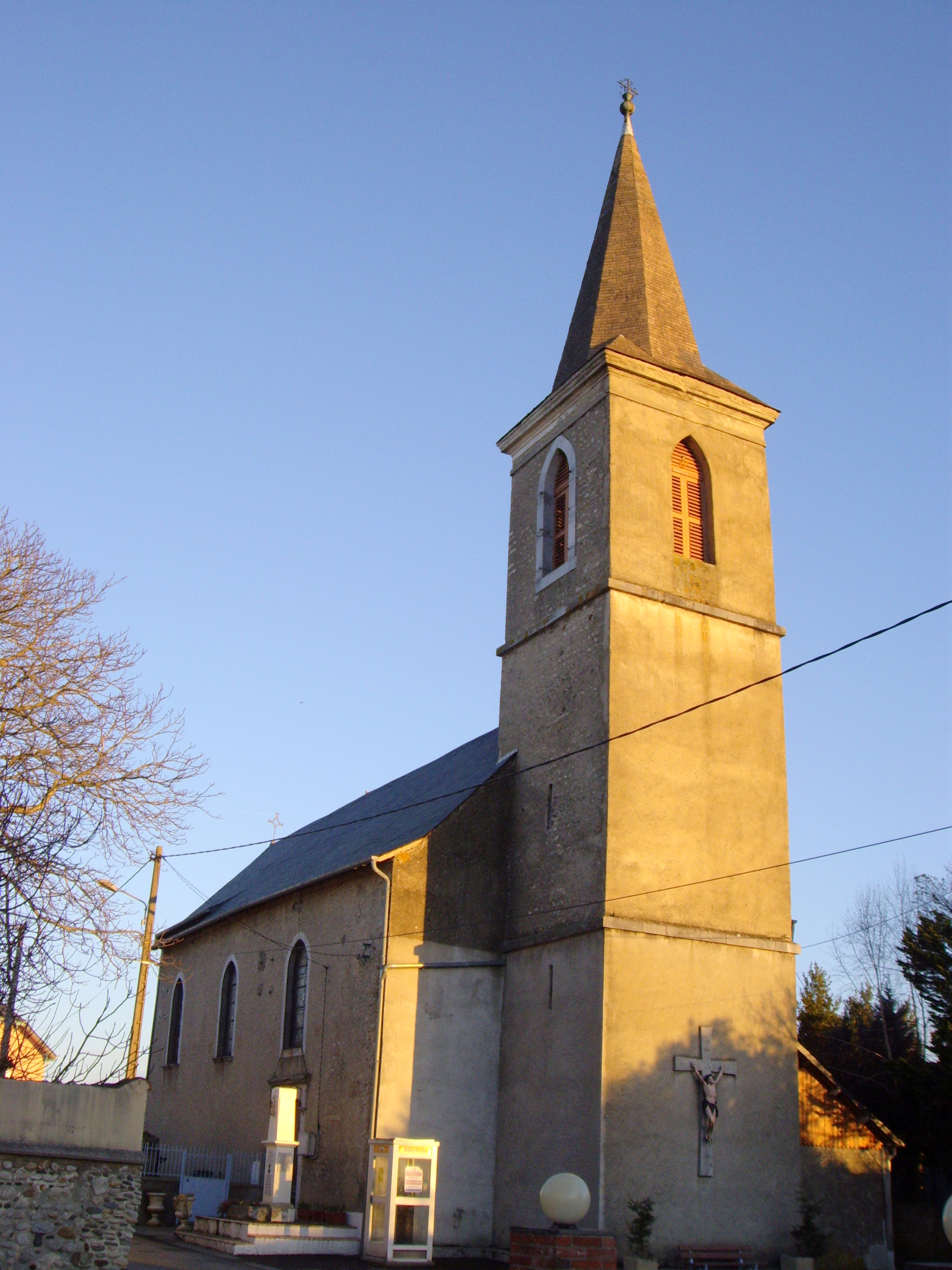
Церковь Св. Мартина
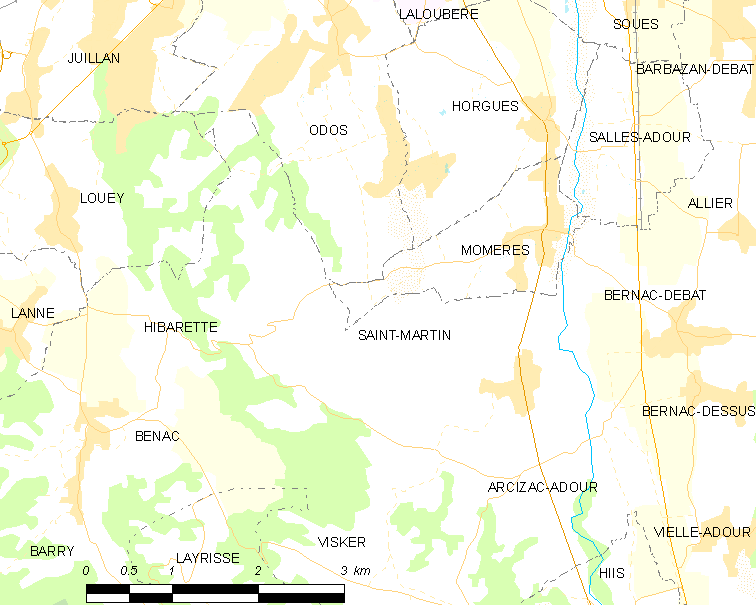
Карта коммуны